# ورقة 50 بيسو فلبيني
ورقة 50 بيسو فلبيني (بالفلبينية: Limampung piso‏)(₱50) هي ورقة بيسو فلبيني نقدية. يظهر حاليًا على الورقة الرئيس الفلبيني ورئيس مجلس النواب السابق سيرجيو أوسمينا على الوجه وعلى الظهر بحيرة تال ونهر التريفالي العملاق.

## التاريخ

### ما قبل الاستقلال[2]
- 1852: أصدر بنك جزر الفلبين الحالي سلسلة Banco Español Filipino De Isabel II على وجهها صورة إيزابيل الثانية ملكة إسبانيا.

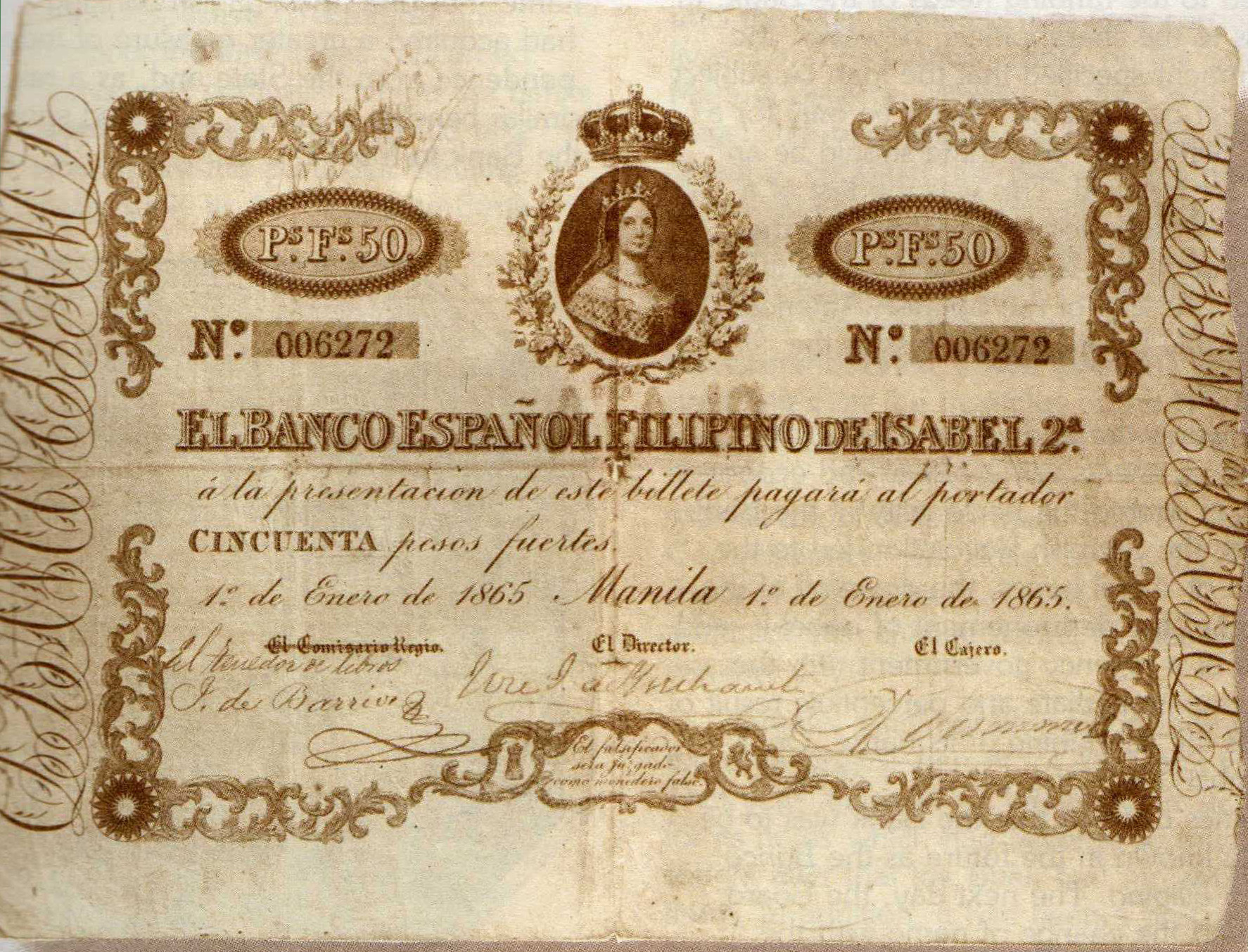
الوجه
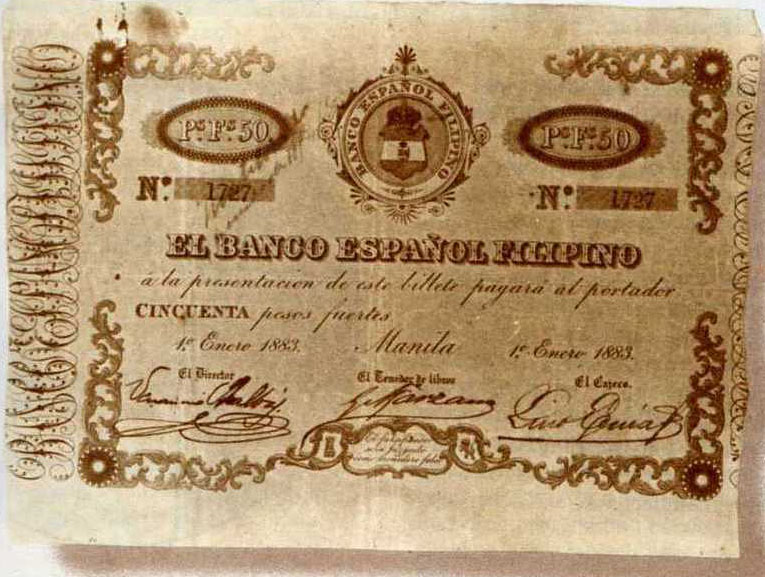
الظهر

- 1918 و1929: أصدرت ورقة خمسين بيسو على وجهها صورة هنري وير لوتون.
- 1936 و1944: أصدر كومنولث الفلبين ورقة 50 بيسو على وجهها صورة هنري وير لوتون. كانت الأوراق النقدية لعام 1944 (السلسلة رقم 66) مختومة بختم أزرق وطبع عليها كلمة "VICTORY" بعد تحرير الفلبين من الحكم الياباني في عام 1944.
- 1949: أصدر سلسلة جديدة مكتوب عليها النصر، البنك المركزي للفلبين.

### الأوراق
|       | الفلبين (1936-1941) | سلسلة النصر 66 (1944) | سلسلة Victory-CBP (1949) |
| ----- | ------------------- | --------------------- | ------------------------ |
| الوجه |                     |                       |                          |
| الظهر |                     |                       |                          |

### الاستقلال

#### السلسلة الإنجليزية (1951–1962)
على وجه الورقة صورة Antonio Luna وهو جنرال في الحرب الفلبينية الأمريكية. وعلى الوجه الآخر لوحة لأخيه خوان لونا وتصور اتفاق الدم بين المستكشف الإسباني ميغيل لوبيز دي ليغازبي وداتو سيكاتونا زعيم قبيلة بوهول.

#### السلسلة الفلبينية (1969–1972)
وضعت صورة سيرجيو أوسمينا في سلسلة في عام 1967 بدلا من صورة لونا. ورقة هذه السلسلة حمراء في الغالب. وعلى الظهر المبنى التشريعي القديم. على الورقة شعار البنك المركزي في أعلى اليمين وتوقيع محافظ البنك المركزي بجانب توقيع رئيس الفلبين. ظل هذا التصميم مستخدم في سلسلة أنج باجونج ليبونان في عام 1973.

#### سلسلة أنج باجونج ليبونان (1973–1985)
أضيف نص Ang Bagong Lipunan فوق العلامة المائية إلى الإصدار السابق في عام 1976.

#### سلسلة التصميم الجديد (1987–2013)
أعيد تصميم الورقة في عام 1987 أضيف إليها أحداث من فترة حكم أوسمينا أول رئيس للجمعية الفلبينية والرموز التي يستخدمها الكونغرس الفلبيني. يوجد أيضًا على الجانب الأيمن فوينتي أوسمينا الواقع في مدينة سيبو، مسقط رأس أوسمينا. على الظهر المبنى التشريعي القديم مكان الهيئات التشريعية المختلفة للحكومة الفلبينية. صمم الورقة رافائيل أسونسيون.

#### سلسلة عملات الجيل الجديد (2010–الآن)
عدلت صورة سيرجيو أوسمينا في عام 2010 وعلى الوجه صورة أول جمعية فلبينية ونزول أوسمينا والجنرال دوغلاس ماكارثر في ليتي، وعلى الظهر بحيرة تال وشيم عملاق. أصدرت نسخة محدثة من ورقة 50 بيزو من عملات الجيل الجديد في عام 2017 مع تغييرات في حجم خط سنة الإصدار. أضيف نص October 1944 بعد كلمة Leyte Landing على الوجه.

### الأوراق
|       | السلسلة الإنجليزية (1951–1962) | السلسلة الفلبينية (1969–1972) | سلسلة أنج باجونج ليبونان (1973–1985) | سلسلة التصميم الجديد (1987–2013) | سلسلة عملات الجيل الجديد (2010–الآن) |
| ----- | ------------------------------ | ----------------------------- | ------------------------------------ | -------------------------------- | ------------------------------------ |
| الوجه |                                |                               |                                      |                                  |                                      |
| الظهر |                                |                               |                                      |                                  |                                      |

## سوات الطباعة
| السلسلة                  | السنة     | رئيس الفلبين           | محافظ البنك المركزي       |
| ------------------------ | --------- | ---------------------- | ------------------------- |
| السلسلة الإنجليزية       | 1951–1953 | البيديو كويرينو        | Miguel Cuaderno Sr.       |
| السلسلة الإنجليزية       | 1953–1957 | رامون ماجسايساي        | Miguel Cuaderno Sr.       |
| السلسلة الإنجليزية       | 1957–1960 | كارلوس بولستيكو غارسيا | Miguel Cuaderno Sr.       |
| السلسلة الإنجليزية       | 1961–1962 | ديوسدادو ماكاباجال     | أندريس ف. كاستيلو         |
| السلسلة الفلبينية        | 1969–1970 | فرديناند ماركوس        | Alfonso Calalang          |
| السلسلة الفلبينية        | 1970–1972 | فرديناند ماركوس        | جريجوريو إس ليكاروس       |
| سلسلة أنج باجونج ليبونان | 1973–1981 | فرديناند ماركوس        | جريجوريو إس ليكاروس       |
| سلسلة أنج باجونج ليبونان | 1981–1984 | فرديناند ماركوس        | Jaime C. Laya             |
| سلسلة أنج باجونج ليبونان | 1984–1985 | فرديناند ماركوس        | جوزيه بي. فرنانديز جونيور |
| سلسلة التصميم الحالية    | 1987–1990 | كورازون أكينو          | جوزيه بي. فرنانديز جونيور |
| سلسلة التصميم الحالية    | 1990–1992 | كورازون أكينو          | Jose L. Cuisia Jr.        |
| سلسلة التصميم الحالية    | 1992–1993 | فيدل فالديس راموس      | Jose L. Cuisia Jr.        |
| سلسلة التصميم الحالية    | 1993–1998 | فيدل فالديس راموس      | Gabriel C. Singson ‏       |
| سلسلة التصميم الحالية    | 1998–1999 | جوزيف استرادا          | Gabriel C. Singson ‏       |
| سلسلة التصميم الحالية    | 1999–2001 | جوزيف استرادا          | رافاييل بوينافنتيورا      |
| سلسلة التصميم الحالية    | 2001–2004 | غلوريا ماكاباغال أرويو | رافاييل بوينافنتيورا      |
| سلسلة التصميم الحالية    | 2005–2010 | غلوريا ماكاباغال أرويو | Amando M. Tetangco Jr. ‏   |
| سلسلة التصميم الحالية    | 2010–2013 | بنيغنو آكينو           | Amando M. Tetangco Jr. ‏   |
| سلسلة عملات الجيل الجديد | 2010–2016 | بنيغنو آكينو           | Amando M. Tetangco Jr. ‏   |
| سلسلة عملات الجيل الجديد | 2016–2017 | رودريغو دوتيرتي        | Amando M. Tetangco Jr. ‏   |
| سلسلة عملات الجيل الجديد | 2017–2019 | رودريغو دوتيرتي        | Nestor Espenilla Jr.      |
| سلسلة عملات الجيل الجديد | 2019–2022 | رودريغو دوتيرتي        | Benjamin E. Diokno ‏       |
| سلسلة عملات الجيل الجديد | 2022–الآن | بونغ بونغ ماركوس       | Felipe M. Medalla ‏        |